# Chu Chiêm Xuân
Chu Chiêm Xuân (朱瞻埈; 27 tháng 3, 1404 - 8 tháng 6, 1466), còn gọi là Trịnh Tĩnh vương (鄭靖王), là con trai thứ hai của Minh Nhân Tông Chu Cao Sí, mẹ là Lý Hiền phi.

## Cuộc đời
Tháng 11 năm 1424, phong làm Trịnh vương (郑王), khi Minh Nhân Tông băng thê, Trương Hoàng hậu lệnh Chu Chiêm Xuân cùng Tương vương Chu Chiêm Thiện (朱瞻墡) giám quốc, cho đến khi Minh Tuyên Tông lên ngôi. Sau đó Minh Tuyên Tông thân chinh Lạc An, mệnh Chu Chiêm Xuân cùng Chu Chiêm Thiện trấn thủ Bắc Kinh. Năm 1429, Chu Chiêm Xuân liền phiên Phượng Tường phủ, sau bởi vì Vệ Cung vương Chu Chiêm Diên (朱瞻埏) hoăng thệ vì vậy vào năm 1443, Minh Anh Tông hạ chiếu sửa phong đến Hoài Khánh phủ.
Chu Chiêm Xuân cá tính bạo tàn, mấy lần trượng đánh đánh chết người. Minh Anh Tông lấy Ngự sử Chu Anh (周瑛) làm Trường sử của Chu Chiêm Xuân, hành vi của ông có chút thu lại. Ông tại vị 40 năm, năm 1466 mất, thụy hiệu Tĩnh (靖), hai năm sau con trai là Chu Kỳ Anh (朱祁锳) tập tước.

## Trịnh vương thế hệ biểu
| Phong hào                            | Họ tên                    | Quan hệ                                    | Tại vị      | Ghi chú |
| ------------------------------------ | ------------------------- | ------------------------------------------ | ----------- | --- |
| Trịnh Tĩnh vương (鄭靖王)            | Chu Chiêm Xuân (朱瞻埈)   | Con trai thứ hai của Minh Nhân Tông        | 1424 - 1466 | Năm Vĩnh Lạc thứ 22 phong, năm Tuyên Đức thứ 4 liền phiên Phượng Tường phủ, năm Chính Thống thứ 9 dời Hoài Khánh phủ, năm Thành Hóa thứ 2 hoăng.                                                                           |
| Trịnh Giản vương (郑简王)            | Chu Kỳ Ương (朱祁锳)      | Con trai trưởng của Chu Chiêm Xuân         | 1468 - 1495 | Năm Thành Hóa thứ 4 tập phong, năm Hoằng Trị thứ 8 hoăng. |
| Trịnh Hi vương (郑僖王)              | Chu Kiến Tư (朱見滋)      | Con trai trưởng của Chu Kỳ Anh             | Truy phong  | Năm Thành Hóa thứ 7 phong Thế tử, năm Thành Hóa thứ 15 hoăng, thụy Điệu Hi (悼僖). Lấy con trai là Chu Hựu Tầm (朱佑枔) tập phong, truy phong Trịnh vương (郑王), truy thụy Hi vương (僖王).                               |
| Trịnh Khang vương (郑康王)           | Chu Hựu Tầm (朱佑枔)      | Con trai trưởng của Chu Kiến Tư            | 1501 - 1507 | Năm Hoằng Trị thứ 14 tập phong, năm Chính Đức thứ 2 hoăng. Không con, lấy tòng đệ Chu Hựu Đồ (朱佑檡) tập phong. |
| Trịnh Định vương (郑定王)            | Chu Kiến Cám (朱見𣹟)     | Con trai thứ tư của Chu Kỳ Anh             | Truy phong  | Năm Thành Hóa thứ 10 phong Đông Viên vương (东垣王), năm Hoằng Trị thứ 16 hoăng. Sau con trai là Chu Hựu Đồ (朱佑檡) tập phong Vương, truy phong Trịnh vương (郑王), truy thụy Định vương (定王)                           |
| Trịnh Ý vương (郑懿王)               | Chu Hựu Đồ (朱佑檡)       | Con trai trưởng của Chu Kiến Cám           | 1509 - 1521 | Năm Hoằng Trị thứ 18 tập phong Đông Viên vương (东垣王), năm Chính Đức thứ 4 tập phong Trịnh vương (郑王), năm thứ 16 hoăng.                                                                                               |
| Trịnh Cung vương (郑恭王)            | Chu Hậu Hoàn (朱厚烷)     | Con trai thứ tư của Chu Hựu Đồ             | 1527 - 1550 | Năm Gia Tĩnh thứ 6 tập phong, năm thứ 29 lấy gián đế chân tu, phế làm thứ dân, phát cao tường. |
| Trịnh quốc tông lý                   |                           |                                            |             | |
| Trịnh quốc tông lý (郑府宗理)        | Chu Hựu Ngang (朱佑㭿)    | Con trai trưởng của Chu Kiến Nam (朱見湳)  | 1552 - 1562 | Năm Gia Tĩnh thứ 16 phong Lư Giang vương (庐江王), tháng 12 năm thứ 31, Chu Hậu Hoàn (朱厚烷) bị phế làm thứ dân, kiêm quản lý việc Trịnh phủ, năm thứ 41, sửa phong Đức Khánh vương (德庆王) kiêm quản lý việc Trịnh phủ. |
| Trịnh quốc tông lý (郑府宗理)        | Chu Tái Điếm (朱载堼)     | Con trai thứ hai của Chu Hậu Hoàn          | 1562 - 1567 | Năm Gia Tĩnh thứ 30 phong Đức Khánh vương (德庆王), năm thứ 41 kiêm quản lý việc Trịnh phủ, năm Long Khánh nguyên niên phục tước, hoàn chính.                                                                              |
| Trịnh quốc tục phong                 |                           |                                            |             | |
| Trịnh Cung vương (郑恭王)            | Chu Hậu Hoàn (朱厚烷)     | Con trai thứ tư của Chu Hựu Đồ             | 1567 - 1591 | Năm Long Khánh nguyên niên phục tước, thêm bổng lộc 400 thạch, năm Vạn Lịch thứ 19 hoăng. |
| Trịnh Đoan Thanh Thế tử (郑端清世子) | Chu Tái Dục (朱载堉)      | Con trai trưởng của Chu Hậu Hoàn           |             | Năm Gia Tĩnh thứ 25 phong Thế tử, năm Vạn Lịch thứ 33 nhường tước cho Chu Tái Tỉ (朱载壐). |
| Trịnh Thế tôn (郑世孙)               | Chu Dực Tích (朱翊锡)     | Con trai trưởng của Chu Tái Dục            |             | |
| Trịnh Thuận vương (郑顺王)           | Chu Hậu Vĩ (朱厚炜)       | Con trai trưởng của Chu Hựu Quyền (朱佑橏) | Truy phong  | Cháu trai của thứ dân Chu Kiến Tùng (朱见濍), con trai thứ dân Chu Hựu Quyền (朱佑橏), lấy con trai là Chu Tái Tỉ (朱载壐) tập phong Trịnh vương (郑王), truy phong Vương, thụy Thuận (顺).                                |
| Trịnh Kính vương (郑敬王)            | Chu Tái Tỉ (朱载壐)       | Con trai trưởng của Chu Hậu Vĩ             | 1606 - 1640 | Lấy Chu Tái Dục (朱载堉) nhường tước, năm Vạn Lịch thứ 34 thụ phong, năm Sùng Trinh thứ 13 hoăng. |
| Trịnh Thế tử (郑世子)                | Chu Dực Chung (朱翊钟)    | Con trai trưởng của Chu Tái Tỉ             |             | Năm Vạn Lịch thứ 35 phong Thế tử, năm Sùng Trinh thứ 13 lấy tội ban chết. |
| Trịnh Tĩnh vương (郑静王)            | Chu Dực Đạc (朱翊铎)      | Con trai Chu Tái Tỉ                        | 1640 - 1644 | Không rõ tập phong năm nào, nước mất không biết kết cục ra sao. |
| Trịnh vương (郑王)                   | Chu Thường Trừng (朱常澄) | Con trai Chu Dực Đạc (朱翊铎)              | 1644 - 1646 | Không rõ năm nào tập phong, năm Long Vũ thứ 2 hoăng. |
| Trịnh vương (郑王)                   |                           | Con trai Chu Thường Trừng (朱常澄)         | ? - 1683    | |